# Влад Філат
Володимир «Влад» Філат (рум. Vladimir «Vlad» Filat; нар. 6 травня 1969, Лепушна, Молдавська РСР) — молдовський політик, лідер Ліберально-демократичної партії, прем'єр-міністр Молдови з 25 вересня 2009 до 25 квітня 2013.
28—30 грудня 2010 виконував обов'язки президента Молдови.

## Біографія

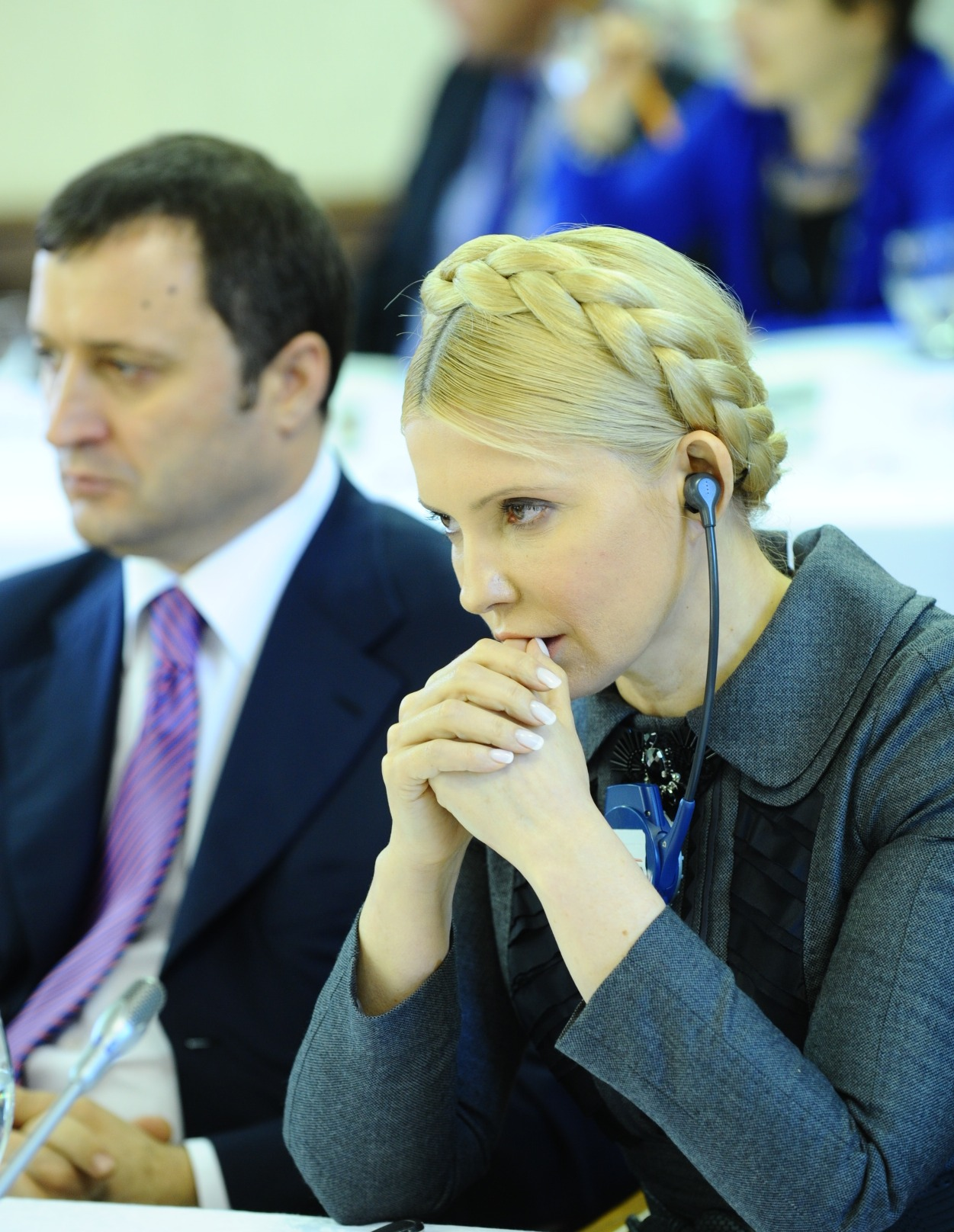
Влад Філат і Юлія Тимошенко

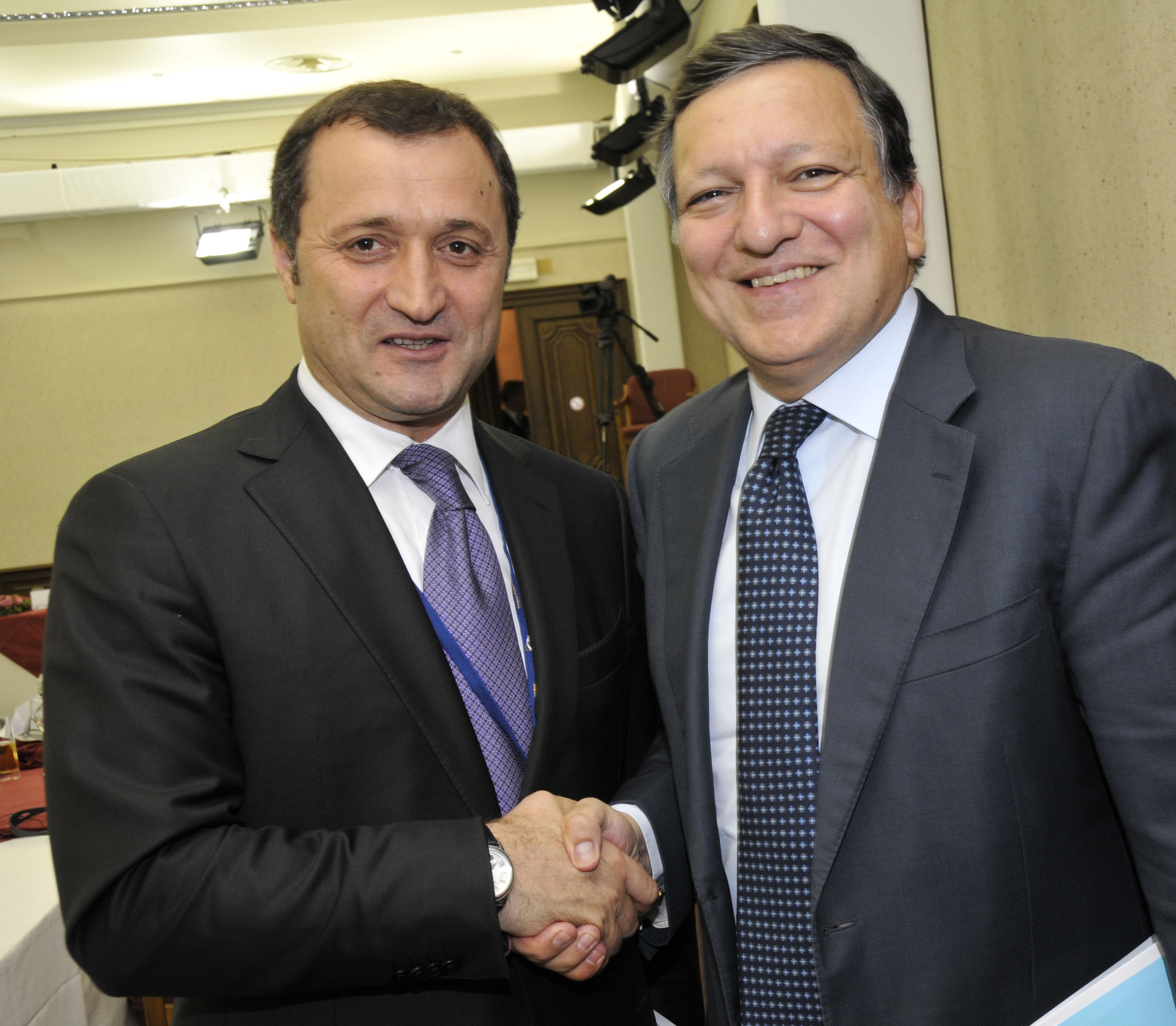
Влад Філат і Жозе Мануел Баррозу

1986 року закінчив середню школу в Лепушні. З 1987 до 1989 — відбував обов'язкову військова служба в лавах Радянської армії. У 1989–1990 навчався в технічному коледжі в Кишиневі. У 1990–1994 навчався на юридичному факультеті Ясського університету (Ясси, Румунія), отримавши кваліфікацію ліценціата в галузі права. Одружений, має сина і дочку.
З 1994 до 1998 Філат був генеральним директором ROMOLD Trading SRL. 1997 року він був одним із засновників Демократичної партії Молдови (PDM), залишався в її лавах до 2005 року. З 1998 до 1999 обіймав посаду директора Департаменту приватизації та управління державним майном Міністерства економіки та реформ. З 12 березня до 12 листопада 1999 обіймав посаду державного міністра в уряді Іона Стурза.
2000 року він був віцепрезидентом Демократичної партії Молдови. На парламентських виборах у березні 2005 року став депутатом Парламенту Молдови від PDM. До 2009 він обіймав посаду віцепрезидента Комісії з безпеки, правопорядку і оборони.
У червні 2007 року він взяв участь у місцевих виборах на посаду мера Кишинева, де отримав 8,3 % голосів виборців. Того ж року він залишив PDM і приєднався до утвореної Ліберально-демократичної партії Молдови (PLDM). 8 грудня 2007 Філат був обраний президентом Ліберально-демократичної партії під час установчого з'їзду.
Після виборів 5 квітня 2009 року він повернувся до парламенту, і його партія виграла 15 місць. На парламентських виборах 29 липня 2009 PLDM виграла 18 місць в парламенті, і втретє Філат отримав мандата депутата.
8 серпня 2009, з трьома іншими лідерами опозиційних політичних партій, Маріаном Лупу, Міхаєм Гімпу і Серафимом Урекяну, створив Альянс за європейську інтеграцію, коаліцію, метою якої було здолати Партію комуністів Республіки Молдова. 28 серпня 2009 Альянс оголосив Влада Філата своїм кандидатом на посаду голови уряду.

## Прем'єр
17 вересня 2009 в. o президента Молдови Міхай Гімпу висунув кандидатуру Філата на посаду глави уряду. Того ж дня парламент прийняв закон про реорганізацію структури уряду, який залишив у його складі 16 міністерств, але змінив їхні назви й обов'язки.
25 вересня парламентська більшість з 53 голосів обрала його на посаду прем'єр-міністра. Також затверджено програму нового уряду під назвою «Європейська інтеграція: Свобода, Демократія, Добробут», яка містила 5 пріоритетів кабінету: європейська інтеграція, об'єднання країни, встановлення верховенства закону, подолання економічної кризи та забезпечення економічного розвитку, децентралізація влади (розвиток місцевого самоврядування). У своєму виступі новий прем'єр-міністр пообіцяв поліпшити відносини зі сусідніми країнами, зокрема, домогтися скасування накладених після квітневих заворушень обмеження віз для громадян Румунії, а також підписання угоди про малий прикордонний рух із цією країною. Він також пообіцяв прискорення інтеграції Молдови в ЄС і нейтралітет між Росією та НАТО
У новому уряді Ліберально-демократична партія В. Філата отримала 5 міністерських портфелів, Демократична і Ліберальна партії — по 4, Альянс «Наша Молдова» — 3.
Після парламентських виборів у листопаді 2010 року, прем'єр-міністр Філат виконував обов'язки президента з 28 до 30 грудня 2010 (після того, як парламент на своєму першому засіданні не зміг обрати президента палати). 30 грудня 2010 в. о. президента став спікер парламенту Маріан Лупу.
5 березня 2013 молдавський парламент висловив вотум недовіри уряду Філата. Президент прийняв відставку уряду 8 березня 2013. В. Філат виконував обов'язки прем'єра до 25 квітня 2013 року, коли Конституційний суд постановив, що виконувачем обов'язків прем'єр-міністра має бути особа, яка не є прем'єр-міністром. Після цього президент призначив на посаду в. o прем'єр-міністра Молдови міністра закордонних справ Юріє Лянке.

## Суд і вирок
Після того, як бізнесмен Ілан Шор з'явився з повинною в поліцію та розповів про те, що В. Філат вимагав у нього гроші, речі та послуги на сотні мільйонів доларів, проти Філата порушили кримінальну справу. У жовтні 2015 парламент Молдови проголосував за зняття з нього депутатської недоторканності. Після цього його заарештували через підозру в причетності до зникнення 1 млрд доларів із трьох молдавських банків, які отримали рефінансування з державної скарбниці (зниклі гроші еквівалентні 1/8 ВВП Молдови).
27 червня 2016 суд у Кишиневі визнав Влада Філата винним в «отриманні вигоди зі свого службового становища і пасивній корупції» і засудив його до 9 років позбавлення волі. Суд постановив також позбавити В. Філата державної нагороди, Ордену Республіки, конфіскувати незаконно набуте майно та заборонити обіймати керівні посади протягом 5 років. Засуджений також мав сплатити штраф у розмірі 60 тисяч леїв (приблизно $ 3700).
Прокуратура залишилася незадоволена вироком, бо звинувачення вимагало для Філата 19 років позбавлення волі.

## Інше
Підтримав Євромайдан.